# The Hiatus
The Hiatus, oficialmente escrito como the HIATUS é uma banda de rock japonêsa formada por Takeshi Hosomi, ex-líder do Ellegarden.

## Membros
- Takeshi Hosomi (細美 武士, Hosomi Takeshi, do Ellegarden) - Vocalista, Guitarrista, Produtor
- Masasucks (Fullscratch) - Guitarrista
- Koji Ueno (ウエノ コウジ, Ueno Koji, Radio Caroline, ex-Thee Michelle Gun Elephant) - Baixo
- Takashi  Kashikura (柏倉 隆史, Kashikura Takashi, from Toe) - bateria
- Hirohisa Horie (堀江 博久, Horie Hirohisa, do Neil & Iraiza) - tecladista e produtor

## Discografia

### Álbuns
- Trash We'd Love (2009)
- Anomaly (2010)

### Extended play
- Insomnia (2009)

### DVD
- The Hiatus Trash We'd Love Love Tour Final at Studio Coast (2009)